# Tirtonirmolo
Tirtonirmolo is een plaats en bestuurslaag op het 4de niveau (kelurahan/desa).
Tirtonirmolo ligt in het zuidelijke deel van het onderdistrict (kecamatan) Kasihan in het regentschap Bantul van de provincie Jogjakarta, Indonesië. Tirtonirmolo telt 23.874 inwoners (volkstelling 2010).
Tirtonirmolo komt van het woord Tirto wat 'water' betekent in het Javaans, en het woord nirmolo betekent dat Nir vrij of los is, molo wat 'meolo' of ziekte betekent. Waarmee men wilde zeggen dat Tirtonirmolo water heeft dat vrij is van ziekten.
|  |

De suikerfabriek Padokan lag in het dorp Padokan, dat anno 2020 verdeelt is in Padokan Kidul (zuiden) en Padokan Lor (noorden). 

## Onderverdeling
Binnen de desa Tirtonirmolo liggen dorpen, wijken en gehuchten de Dusun's (of Pedusunan): 
- Beton
- Mrisi
- Glondong
- Jogonalan Kidul
- Padokan Kidul
- Jogonalan Lor
- Padokan Lor
- Dongkelan
- Plurugan
- Keloran
- Jeblog
- Kersan
- Kalipakis